# José Luis Remedi Zunini
José Luis Remedi Zunini (* 1950 in Salto, Uruguay) ist ein uruguayischer Diplomat im Ruhestand.

## Leben
Er studierte Völkerrecht und wurde zum Doktor der Diplomatie promoviert.
Von 1994 bis 2000 war er Botschafter in Prag, wo er 1999 Doyen der lateinamerikanischen Botschafter wurde. Von 2004 bis 2007 war er Botschafter in Teheran.
Von 29. Mai 2009 bis 4. Dezember 2014 war er Botschafter in Doha (Katar). In dieser Zeit wurde er am 29. Juni 2012 zum Ständigen Vertreter der uruguayischen Regierung bei der Internationalen Organisation für erneuerbare Energien in Masdar ernannt.
Vom 14. November 2016 bis 14. April 2017 war er Sondergesandter in Teheran.
2017 erhielt er Exequatur als Generalkonsul in Curitiba mit Amtsbezirk Paraná.
Am 17. August 2018 wurde er von Tabaré Vázquez als Geschäftsträger in Caracas reaktiviert, wo er am 12. Oktober 2018 als solcher akkreditiert und am 29. November 2018 zur Persona non grata erklärt wurde.